# Omar Bogle
Omar Hanif Bogle (Birmingham, 26 luglio 1992) è un calciatore inglese, attaccante del Crewe Alexandra.

## Caratteristiche tecniche
È un centravanti.

## Carriera
Cresciuto nel settore giovanile di West Bromwich, Birmingham City e Celtic, ha militato a cavallo di National League South e National League fra il 2011 ed il 2016.
Acquistato dal Wigan nel 2017, ha iniziato a giocare con regolarità in Football League Championship salvo alcune parentesi in Football League One con Peterborough Utd e Portsmouth.
Il 31 gennaio 2020 si è trasferito in prestito semestrale all'ADO Den Haag, lasciando per la prima volta il calcio inglese.

## Statistiche
Statistiche aggiornate all'8 maggio 2023.

### Presenze e reti nei club
| Stagione              | Squadra               | Campionato            | Campionato | Campionato | Coppe nazionali | Coppe nazionali | Coppe nazionali | Coppe continentali | Coppe continentali | Coppe continentali | Altre coppe | Altre coppe | Altre coppe | Totale | Totale | Totale |
| Stagione              | Squadra               | Comp                  | Pres       | Reti       | Comp            | Pres            | Reti            | Comp               | Pres               | Reti               | Comp        | Pres        | Reti        | Pres   | Reti   |        |
| --------------------- | --------------------- | --------------------- | ---------- | ---------- | --------------- | --------------- | --------------- | ------------------ | ------------------ | ------------------ | ----------- | ----------- | ----------- | ------ | ------ | ------ |
| 2011-2012             | Hinckley Utd          | NAT/S                 | 8          | 3          | FACup           | 0               | 0               |                    | -                  | -                  | FAT         | 0           | 0           | 8      | 3      |        |
| 2012-2013             | Solihull Moors        | NAT/S                 | 41         | 15         | FACup           | 0               | 0               |                    | -                  | -                  | FAT         | 2           | 1           | 43     | 16     |        |
| 2013-2014             | Solihull Moors        | NAT/S                 | 29         | 18         | FACup           | 1               | 1               |                    | -                  | -                  | FAT         | 0           | 0           | 30     | 19     |        |
| 2014-2015             | Solihull Moors        | NAT/S                 | 41         | 29         | FACup           | 0               | 0               |                    | -                  | -                  | FAT         | 1           | 0           | 42     | 29     |        |
| Totale Solihull Moors | Totale Solihull Moors | Totale Solihull Moors | 111        | 62         |                 | 1               | 1               |                    | -                  | -                  |             | 3           | 1           | 115    | 64     |        |
| 2015-2016             | Grimsby Town          | NAT                   | 44         | 16         | FACup           | 4               | 1               |                    | -                  | -                  | FAT         | 6           | 2           | 54     | 19     |        |
| 2016-gen. 2017        | Grimsby Town          | FL2                   | 27         | 19         | FACup+CdL       | 1+1             | 0               |                    | -                  | -                  | FLT         | 1           | 0           | 30     | 19     |        |
| Totale Grimsby Town   | Totale Grimsby Town   | Totale Grimsby Town   | 71         | 35         |                 | 6               | 1               |                    | -                  | -                  |             | 7           | 2           | 84     | 38     |        |
| gen.-giu. 2017        | Wigan                 | FLC                   | 14         | 3          | FACup+CdL       | 0               | 0               |                    | -                  | -                  |             | -           | -           | 14     | 3      |        |
| 2017-gen. 2018        | Cardiff City          | FLC                   | 10         | 3          | FACup+CdL       | 1+1             | 0               |                    | -                  | -                  |             | -           | -           | 12     | 3      |        |
| gen.-giu. 2018        | Peterborough Utd      | FL1                   | 9          | 1          | FACup+CdL       | 0               | 0               |                    | -                  | -                  | FLT         | 0           | 0           | 9      | 1      |        |
| 2018-gen. 2019        | Birmingham City       | FLC                   | 15         | 1          | FACup+CdL       | 0+1             | 0               |                    | -                  | -                  |             | -           | -           | 16     | 1      |        |
| gen.-giu. 2019        | Portsmouth            | FL1                   | 13         | 4          | FACup+CdL       | 0               | 0               |                    | -                  | -                  | FLT         | 1           | 0           | 14     | 4      |        |
| 2019-gen. 2020        | Cardiff City          | FLC                   | 11         | 1          | FACup+CdL       | 0+1             | 0               |                    | -                  | -                  |             | -           | -           | 12     | 1      |        |
| Totale Cardiff City   | Totale Cardiff City   | Totale Cardiff City   | 21         | 4          |                 | 3               | 0               |                    | -                  | -                  |             | -           | -           | 24     | 4      |        |
| gen.-giu. 2020        | ADO Den Haag          | ED                    | 5          | 1          | CO              | -               | -               |                    | -                  | -                  |             | -           | -           | 5      | 1      |        |
| ott. 2020-gen. 2021   | Charlton              | FL1                   | 17         | 2          | FACup+CdL       | 0               | 0               | -                  | -                  | -                  | FLT         | 0           | 0           | 17     | 2      |        |
| gen.-giu. 2021        | Doncaster             | FL1                   | 17         | 2          | FACup+CdL       | -               | -               | -                  | -                  | -                  | FLT         | -           | -           | 17     | 2      |        |
| 2021.-gen. 2022       | Doncaster             | FL1                   | 10         | 1          | FACup+CdL       | 0+1             | 0               | -                  | -                  | -                  | FLT         | 0           | 0           | 11     | 1      |        |
| Totale Doncaster      | Totale Doncaster      | Totale Doncaster      | 27         | 3          |                 | 1               | 0               |                    | -                  | -                  |             | 0           | 0           | 28     | 3      |        |
| gen.-giu. 2022        | Hartlepool Utd        | FL2                   | 20         | 5          | FACup+CdL       | 1+0             | 0               | -                  | -                  | -                  | FLT         | 1           | 0           | 22     | 5      |        |
| 2022-2023             | Newport County        | FL2                   | 46         | 17         | FACup+CdL       | 2+2             | 0               | -                  | -                  | -                  | FLT         | 4           | 2           | 54     | 19     |        |
| Totale carriera       | Totale carriera       | Totale carriera       | 377        | 141        |                 | 17              | 2               |                    | -                  | -                  |             | 16          | 5           | 410    | 148    |        |

## Palmarès

### Club

#### Competizioni nazionali
- Football League Trophy: 1

Portsmouth: 2018-2019